# Tapinillus longipes
Espèce
Synonymes
- Isopus longipes Taczanowski, 1872
- Peucetia caldensis Garcia-Neto, 1989
- Tapinillus caldensis (Garcia-Neto, 1989)

Tapinillus longipes est une espèce d'araignées aranéomorphes de la famille des Oxyopidae.

## Distribution
Cette espèce se rencontre au Costa Rica, au Panama, en Colombie, au Venezuela, à Trinité-et-Tobago, en Guyane, au Brésil, au Pérou et en Argentine.

## Description
Le mâle décrit par Martínez-Torres et Galvis en 2018 mesure 6,75 mm et la femelle 8,71 mm, les mâles mesurent de 6,75 à 8,53 mm et les femelles de 8,39 à 10,09 mm.

## Publication originale
- Taczanowski, 1872 : Les aranéides de la Guyane française. Horae Societatis entomologicae Rossicae, vol. 9, p. 64-112.